# Friedrich Polack
Friedrich Polack (geb. 24. Januar 1835 in Flarchheim; gest. 19. Juli 1915 in Treffurt) war ein deutscher Pädagoge.

## Leben
Friedrich Polack wurde als Sohn eines Schneidermeisters im thüringischen Flarchheim geboren. Nach Vorbereitungsunterricht beim Dorfpfarrer ging er von 1849 bis 1855 auf die Präparandie und das Lehrerseminar nach Erfurt. Erste Lehrertätigkeiten führten ihn an die Dorfschulen in Schierschwende von 1855 bis 1860 und von 1860 bis 1868 nach Kammerforst. In den Jahren 1869 bis 1871 war er Lehrer an der Mittelschule in Erfurt und machte hier die Rektorenprüfung.
Nach erworbener Prüfung wurde er nach Nordhausen am Harz versetzt, wo er zuerst die Volksschule und kurz darauf die Mittelschule als Rektor leitete. 1876 ging er als Kreisschulrat nach Worbis und wirkte hier bis 1903. Ein Jahr später trat er in Ruhestand und widmete sich fortan der Schriftstellerei in Treffurt a. d. Werra.
Er veröffentlichte zahlreiche Lehr- und Handbücher und begründete das Monatsblatt „Pädagogische Brosamen“ (1898), das er bis 1906 herausgab. Besonders bekannt geworden ist er durch sein 5-bändiges Werk „Brosamen. Erinnerungen aus dem Leben eines Schulmannes“, Wittenberg 1883–1909, das in mehreren Auflagen erschien. Neben pädagogischen Schriften verfasste er anlässlich der 100-Jahr-Feier der Zugehörigkeit des Eichsfelds zu Preußen eine Darstellung des Kreises Worbis.

## Werke (Auswahl)
- Unser Schiller. Karl Seyffarth, Liegnitz 1929.
- Kleines Realienbuch. Teubner, Leipzig 1918.
- Bilder aus der alten und vaterländischen Geschichte. Teubner, Leipzig 1917.
- Illustriertes Realienbuch Teubner, Leipzig 1917.
- Liedertexte für Schule und Haus. Teubner, Leipzig 1917.
- Lyrische Dichtungen. Teubner, Leipzig 1915.
- Geschichtsbilder aus der allgemeinen und vaterländischen Geschichte. Teubner, Leipzig 1911.
- Der Kreis Worbis in den hundert Jahren preussischer Herrschaft 1802 bis 1902. B. Müller, Worbis 1902.
- 1813. Herrosé, Wittenberg.
- Dichtungen in Poesie und Prosa für die Mittelstufe. Teubner, Leipzig.
- Dichtungen in Poesie und Prosa für die Oberstufe. Teubner, Leipzig.
- Ein Führer durchs Lesebuch. Teubner, Leipzig.